# 严士骑
严士骑，湖广孝感人，清朝政治人物。同进士出身。
严士骑为順治十五年（1658年）戊戌科进士。顺治十八年（1661年）接替杨必祯任华亭县知县一职，1662年由冯赓接任。